# Goritos Rodríguez
Goritos Rodríguez är en ort i Mexiko.   Den ligger i kommunen Ahome och delstaten Sinaloa, i den västra delen av landet, 1 300 km nordväst om huvudstaden Mexico City. Goritos Rodríguez ligger 13 meter över havet och antalet invånare är 206.
Terrängen runt Goritos Rodríguez är platt söderut, men norrut är den kuperad. Runt Goritos Rodríguez är det ganska tätbefolkat, med 83 invånare per kvadratkilometer. Närmaste större samhälle är Ahome, 9,9 km sydväst om Goritos Rodríguez. Trakten runt Goritos Rodríguez består till största delen av jordbruksmark.